# Адлерстроле, Мерта
Анна Мерта Вильхельмина Адлерстроле (до замужества — фон Элрайх; швед. Anna Märtha Vilhelmina Adlerstråhle (von Oelreich); 16 июня 1868[…], Торпа[…] — 4 января 1956, Энгельбрект, Стокгольмское обер-губернаторство) — шведская теннисистка, хоккеистка с шайбой и мячом. Бронзовый призёр летних Олимпийских игр 1908 года. Первая женщина, представлявшая Швецию на Олимпийских играх.

## Биография
Мерта Адлерстроле родилась 16 июня 1868 года в шведском приходе Торпа.
Выступала в теннисных соревнованиях за КЛТК из Стокгольма, где в 1899—1950 годах была директором клуба. Семь раз выигрывала чемпионат Швеции в одиночном разряде (1899, 1901—1906). В 1906 году стала чемпионкой Скандинавии.
В 1908 году вошла в состав сборной Швеции на летних Олимпийских играх в Лондоне. В одиночном разряде на крытых кортах завоевала бронзовую медаль, победив в четвертьфинале Дороти Ламберт Чамберс из Великобритании, уступив в полуфинале Элис Грин из Великобритании — 1:6, 3:6 и выиграв в матче за 3-4-е места у Эльсы Валленберг из Швеции — 1:6, 6:3, 6:2.
Адлерстроле стала первой женщиной, представлявшей Швецию на Олимпийских играх.
В 1907—1918 годах была казначеем Шведского союза лаун-тенниса.
Была одной из первопроходцев женского хоккея с шайбой и хоккея с мячом в Швеции. Играла на позиции вратаря за «Кронпринсессанс».
Умерла 4 января 1956 года в шведском приходе Энгельбрект. Похоронена на Северном кладбище в Сольне.

## Семья
Муж — Адольф Эйнар Теодор Адлерстроле, шведский военный. Поженились в декабре 1889 года.